# Caloria indica
Caloria indica (Bergh, 1896) è un mollusco nudibranchio della famiglia Facelinidae.

## Biologia
Attivo anche di giorno, si nutre di idrozoi dei generi Salacia, Halocardyle ed Eudendrium.

## Distribuzione e habitat
La specie è diffusa nell'oceano Indiano e nel Pacifico occidentale.